# Pyankovia brachiata
Pyankovia brachiata är en amarantväxtart som först beskrevs av Pall., och fick sitt nu gällande namn av Akhani och Roalson. Pyankovia brachiata ingår i släktet Pyankovia och familjen amarantväxter. Inga underarter finns listade i Catalogue of Life.

## Bildgalleri

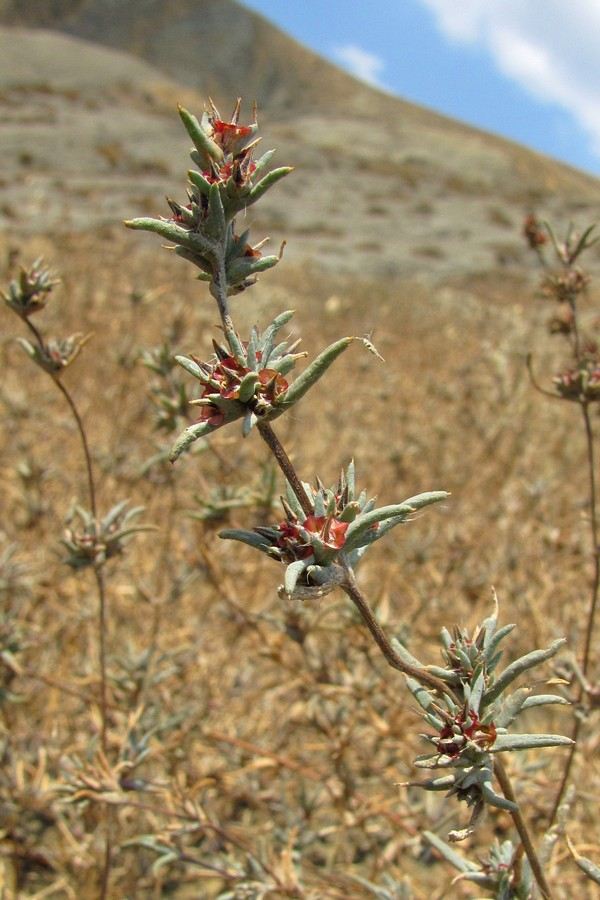